# Davor Jozić
Davor Jozić (Konjic, 22. rujna 1960.) bosanskohercegovački je nogometaš i trener. 
Sa Sarajevom je osvojio prvenstvo Jugoslavije 1984./85.
Na Svjetskom prvenstvu u Italiji 1990. postigao je golove u utakmicama protiv Zapadne Njemačke i Kolumbije.